# Do Oulaï Franklin Delaneaux
Do Oulaï Franklin Delaneaux, alias Abraham Marie Pio, est un précheur catholique dirigeant le Sacerdoce royal à Abidjan en Côte d'Ivoire.  
À la suite d'accusations d’abus sexuels, d’extorsion de fonds et de manipulations psychologiques, l'archevêque Jean-Pierre Kutwa décide de le suspendre en 2020 mais la justice civile n'est pas saisie. Il est réintégré dans ses fonctions, en 2024, après avoir reconnu partiellement les faits et s'être engagé à servir « notre mère Église dans l’avenir avec plus de prudence ». 

## Biographie
Do Oulaï Franklin Delaneaux, qui se fait appeler Abraham Marie Pio, est un précheur dirigeant le Sacerdoce royal, implanté à Abidjan en Côte d'Ivoire, un apostolat laïc, lié à l’Église catholique en Côte d'Ivoire,  avec pour mission l'enseignement de l’Évangile. Le Sacerdoce royal, fondé en juillet 2010, compte des milliers d’adeptes avec des représentations en France, aux Etats-Unis et au Canada. L'essentiel des fidèles de Do Oulaï Franklin sont de jeunes étudiants très actifs sur les réseaux sociaux et qui se reconnaissent avec, accolé à leurs noms, le sigle AMP pour Attitude de la Mentalité Positive ou encore Abraham Marie Pio (nom religieux de Do Oulaï Franklin). Ils ont aussi tendance à insérer en profil, la photo de Do Oulaï Franklin ou de sa femme.
En juin 2020, l'archevêque Jean-Pierre Kutwa décide de suspendre Do Oulaï Franklin et le Sacerdoce royal, à la suite de publications sur les réseaux sociaux d’anciens membres, accusant Do Oulaï Franklin d’abus sexuels, d’extorsion de fonds et de manipulations psychologiques. Selon la juriste Sylvia Apata aucune femme n'a porté plainte par peur des représailles, par ailleurs l'Église n'a pas jugé opportun de saisir la justice,. Néanmoins, Jean-Pierre Kutwa met en place une enquête pour mener à bien une procédure canonique .
En février 2024, Jean-Pierre Kutwa lève la suspension Do Oulaï Franklin. L'archevêque justifie sa décision en expliquant que Do Oulaï Franklin a dans une lettre qu'il lui a adressé « reconnu et regretté les faits qui lui sont attribués ». De plus il s'est engagé à servir « notre mère Église dans l’avenir avec plus de prudence ». Par ailleurs Do Oulaï Franklin a participé à des retraites spirituelles et a suivi des formations théologique, pastorale et psychologique,. Ainsi, Do Oulaï Franklin peut reprendre ses activités sous le contrôle de deux prêtres chargés de relire ses discours. 
Cette décision apparait comme un échec de la tolérance zéro à l’égard des abus sexuels au sein de l'Église catholique. Pour la juriste Sylvia Apata, « il va être remis dans les mêmes conditions que celles dans lesquelles il a commis ces crimes ». Cette réintégration démontre le « laxisme » de l’Église concernant les violences sexuelles faites aux femmes.